# Basidentitermes
Basidentitermes es un género de termitas isópteras perteneciente a la familia Termitidae que tiene las siguientes especies:
1. Basidentitermes amicus
2. Basidentitermes aurivillii
3. Basidentitermes demoulini
4. Basidentitermes diversifrons
5. Basidentitermes mactus
6. Basidentitermes malelaensis
7. Basidentitermes potens
8. Basidentitermes trilobatus